# Château d'Usson (Puy-de-Dôme)
Le château d'Usson, était un château français implanté sur la commune d'Usson, dans le département du Puy-de-Dôme, en région Auvergne-Rhône-Alpes.
Située sur la haute colline de cette bourgade culminant aujourd'hui à 633 m d'altitude, le château d'Usson était à l'origine au XIIe siècle une très importante forteresse à double enceinte, construite par les comtes d'Auvergne, à cause de son intérêt stratégique près d'Issoire ; sa châtellenie relevait du comté d'Auvergne.

## Histoire
Les comtes d'Auvergne en font un temps l'hommage aux papes, mais surtout le fortifient davantage pendant la guerre de Cent Ans en ajoutant une troisième muraille pour ceinturer le village d'Usson, mais le château-fort tombe entre les mains des Anglais sous Charles V. Il est repris par Bertrand du Guesclin en 1371. Le château et sa châtellenie sont acquis du comte Jean II d'Auvergne le 6 novembre 1387 par Jean de France (1340-1416), duc de Berry et d'Auvergne. Comme dans presque tous ses châteaux, il y engage des travaux d'embellissement. Dans sa succession après 1416, le sort d'Usson n'étant pas réglé entre les deux héritières, Charles VI l'intègre au domaine royal et y place une prévôté royale ; Louis XI transforme la forteresse en prison, et donne Usson à sa fille Jeanne de Valois (1447-1519), dame de Mirebeau et à son mari l'amiral de Bourbon, Louis de Bourbon-Roussillon (1450-1487), puis revient à la couronne à la mort de leur fils Charles en 1510. François Ier engage la terre d'Usson à Jean d'Escars, prince de Carency, mais se réserve la forteresse. Lors de la constitution définitive de la dot de Marguerite de France (1553-1615), la « Reine Margot », en 1582, la reine de Navarre reçoit Usson avec le Rouergue et l'Auvergne et de nombreuses autres terres.
C'est là qu'on l'envoie en résidence surveillée, après son arrestation par les troupes royales au château d'Ybois, à Orbeil. À partir de 1586, la reine Marguerite est donc retenue prisonnière « parmy les déserts, rochers et montagnes d’Auvergne » écrit Pierre de Bourdeille, dit Brantôme, son ami. Marguerite prend peu à peu le commandement de la forteresse et de cette haute vallée de l'Allier, et y installe une petite cour, mais elle souffre néanmoins du manque de revenus et de l’isolement et doit mener une vie spartiate mais relativement libre à l'abri des agressions extérieures. Pour s’occuper, c'est au château d'Usson qu'elle entreprend la rédaction de ses Mémoires, qu’elle dédie à Brantôme. Elle lit beaucoup (notamment des ouvrages religieux) et reçoit la visite d’écrivains. En 1589, après l'accession de Henri IV sur le trône de France, elle se réconcilie avec son mari, qui la laisse toutefois à Usson. Sa mère, Catherine de Médicis, n'ayant pas voulu lui transmettre ses biens lorsqu'elle meurt en 1589, dont le comté d'Auvergne qui lui revient légitimement comme la dernière héritière des Valois et qui est dans la main d'un bâtard de Charles IX, Charles de Valois, elle lui fait un procès qui lui permet de revenir à Paris en 1605. Duchesse de Valois, elle récupère l'Auvergne et meurt en 1615.
Duchesse de Valois, elle récupère les comtés d'Auvergne, de Lauraguais et de Clermont en 1606 et meurt en 1615. Comme elle lègue tous ses biens au jeune Louis XIII, le château d'Usson revient au sein du domaine royal.

## Architecture
Tel qu'il est dessiné dans l'Armorial de Guillaume Revel, le château était constitué d'un solide donjon carré et crénelé, entouré de bâtiments formant une haute cour, avec habitations seigneuriales, enchemisé de murailles gardée de tours rondes coiffées en poivrière. Une seconde enceinte crénelée, semblable à la première, entourait le château et formait la forteresse : l'une des tours étant beaucoup plus grosse et plus haute que les autres. Sous la muraille s'étendait en longueur la bourgade d'Usson, qui a été conservée, et tout autour, une troisième enceinte ornée de créneaux et de tours rondes et couvertes également en poivrières, en tuiles du pays.

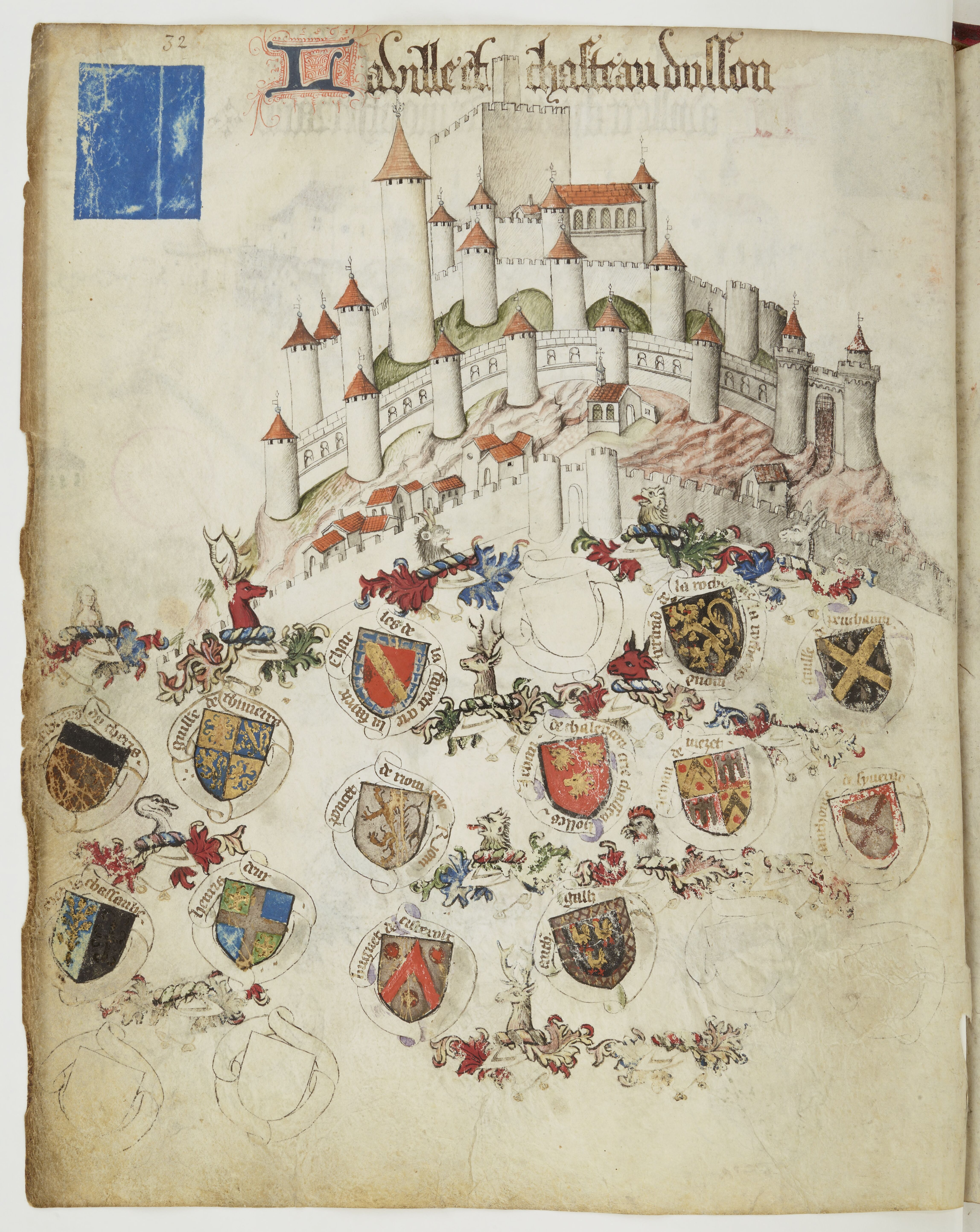
Dessin de la ville et château d'Usson par Guillaume Revel dans L'Armorial d'Auvergne

Une porte d'entrée fortifiée, et les vestiges de quelques gros murs, anciens soubassements des remparts, les ruines arasées d'une tour ronde au pied de la colline, sont les seuls restes du château d'Usson.

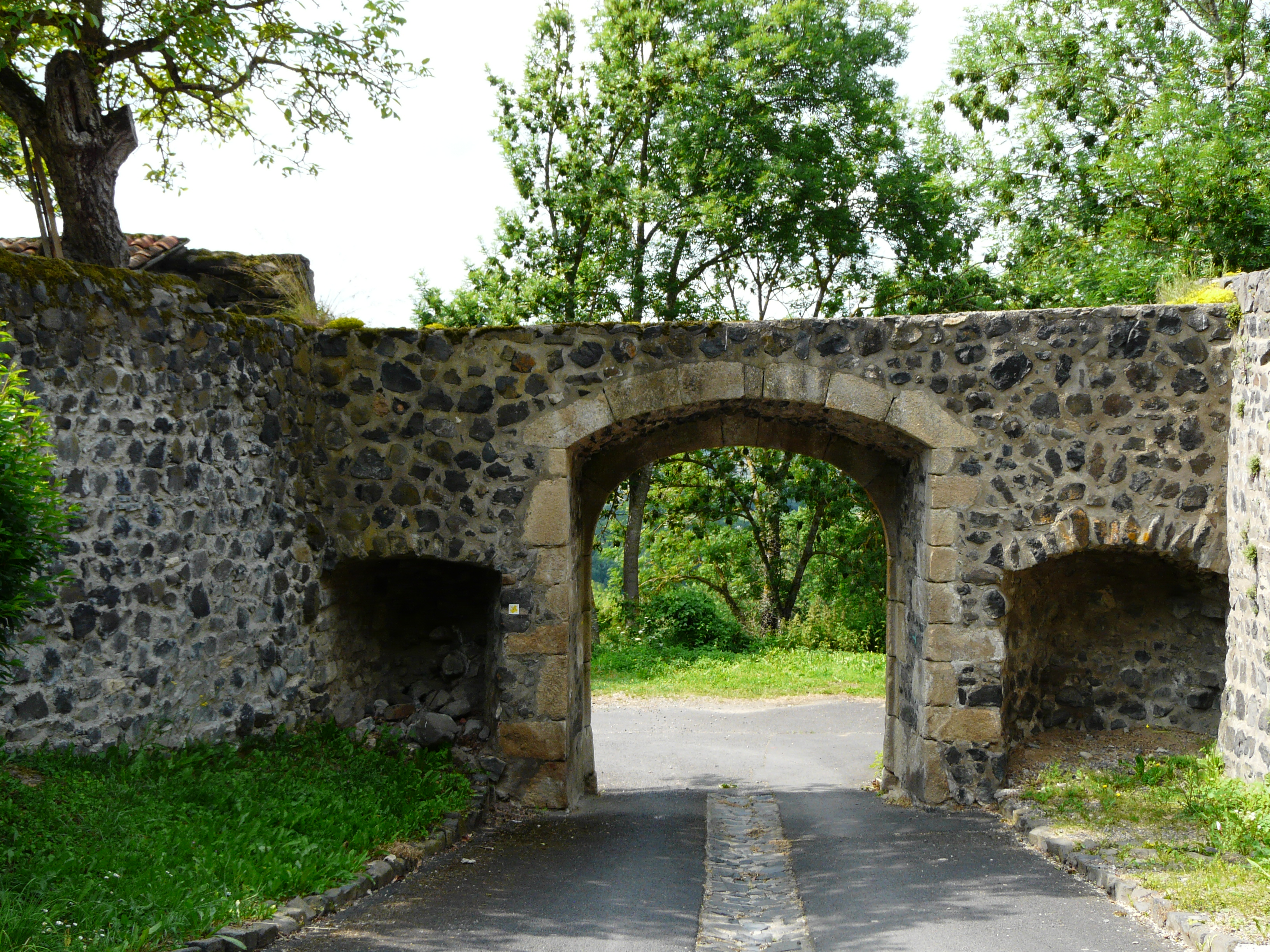
La « porte de France », vestige de l'ancien château d'Usson, vue prise depuis l'intérieur.
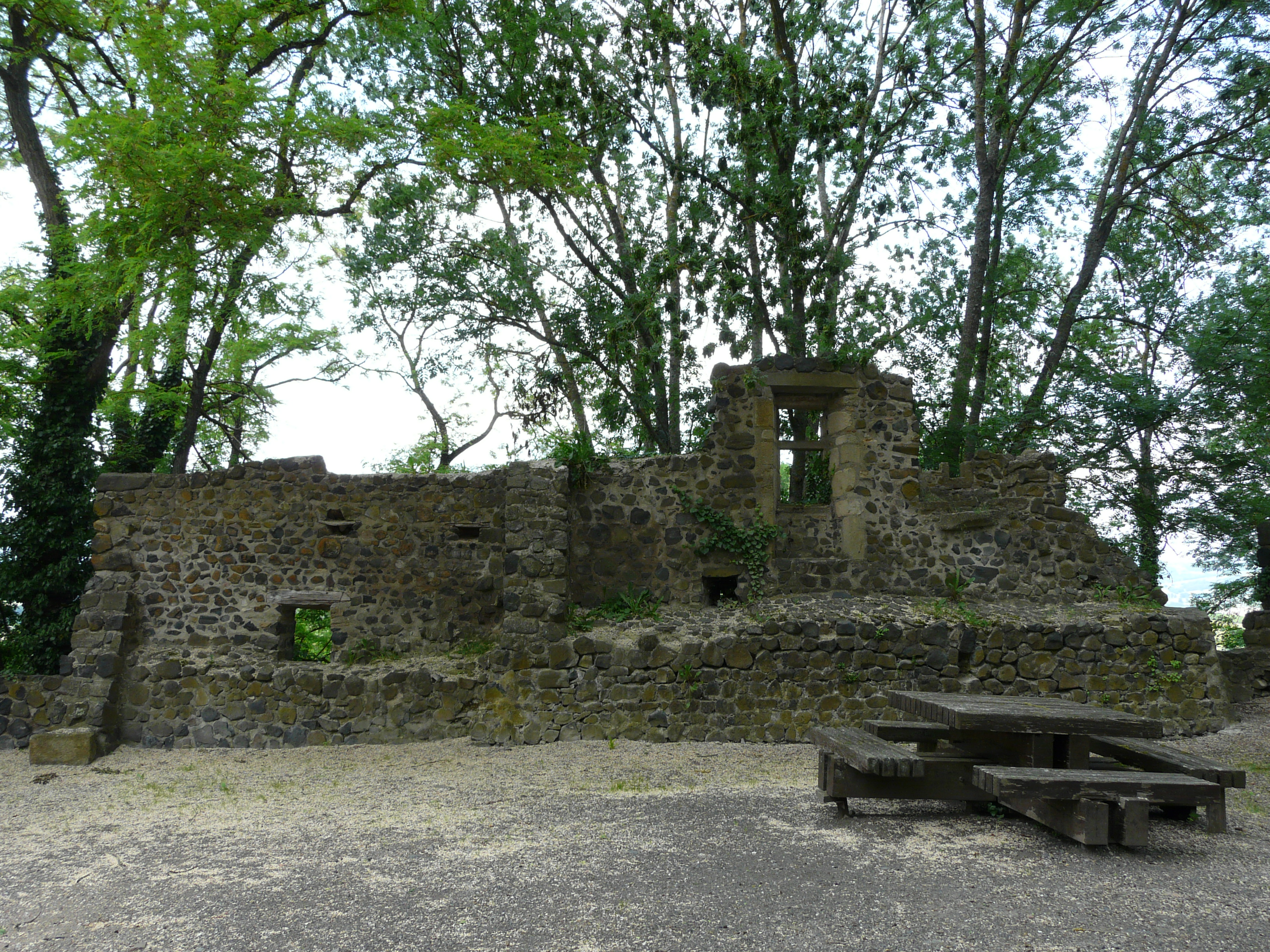
Vestiges des remparts d'Usson.

## Démolition
Sur ordre du Cardinal de Richelieu, la forteresse d'Usson, trop imposante avec ses vingt tours, fut démolie en 1634.